# Lauro Quirini
Pour les articles homonymes, voir Quirini.
Lauro Quirini, né en 1420 à Venise et mort dans cette même ville en 1472, est un philosophe aristotélicien vénitien.

## Biographie
Issu d’une famille patricienne, Quirini étudie les arts libéraux à l’Université de Padoue (1440-1448), puis il s’établit peu après définitivement en Crète, où sa famille était établie depuis longtemps, à titre de représentant officiel et personnel du cardinal Bessarion. Il meurt avant 1479, laissant peu d’écrits : sa première œuvre semble être un dialogue fictif avec Aristote, composé vers 1440 et dédié à Andrea Morosini. Il compose trois petits traités sur la noblesse (De nobilitate), à titre d’intervention dans une polémique dirigée à Florence contre Poggio : Quirini y défend le « droit du sang » dans la définition de la noblesse (nobilitas generis), contre la doctrine de Poggio qui faisait seulement de la vertu le critère de la noblesse.